# Muni Ki Reti
Muni Ki Reti é uma cidade e uma nagar panchayat no distrito de Tehri Garhwal, no estado indiano de Uttaranchal.

## Demografia
Segundo o censo de 2001, Muni Ki Reti tinha uma população de 7879 habitantes. Os indivíduos do sexo masculino constituem 63% da população e os do sexo feminino 37%. Muni Ki Reti tem uma taxa de literacia de 73%, superior à média nacional de 59.5%: a literacia no sexo masculino é de 79% e no sexo feminino é de 63%. Em Muni Ki Reti, 13% da população está abaixo dos 6 anos de idade.